# Lisa De Leeuw
Lisa De Leeuw (Moline, Illinois; 4 de marzo de 1958 - 11 de noviembre de 1993) fue una actriz pornográfica estadounidense.

## Biografía
Lisa De Leeuw, nombre artístico de Lisa Trego, nació en el estado de Illinois (Estados Unidos) en julio de 1958. Comenzó su carrera como actriz erótica a finales de los años 1970, en el punto álgido de la Edad de oro del porno. con una serie de cortos eróticos que la empujaron a buscar mayor protagonismo en la industria. Inicialmente renuente, finalmente se lanzó, debutando como actriz pornográfica en 1978, con 19 años, en la película 800 Fantasy Lane.
Fue una de las primeras intérpretes en firmar un contrato exclusivo con una productora, en su caso Vivid. Se hizo famosa por sus escenas de sexo anal y de doble penetración, mucho menos comunes en esa época en la pantalla de lo que en la actualidad se han convertido. Además de Vivid, Lisa De Leeuw trabajó para otras compañías VCA Pictures, Alpha Blue, Caballero, Arrow/AFV, Hollywood, Dreamland, Gourmet/GVC, Vidco, VCX, LBO Entertainment, Metro, Wicked Pictures o Western Visuals.
En los Premios AVN destacó por llevarse, durante dos años consecutivos, el galardón a la Mejor actriz de reparto: en 1985 por Dixie Ray, Hollywood Star y en 1986 por Raw Talent. Precisamente, Dixie Ray, Hollywood Star era la adaptación pornográfica de una película de serie B que De Leeuw protagonizó en 1982: It's Called Murder, Baby.
Decidió retirarse de la industria en 1991, habiendo aparecido en más de 340 películas como actriz.
Algún tiempo después de abandonar la actividad pornográfica, el libro Skinflicks: The Inside Story arrojó dudas sobre los rumores generalizados sobre el destino de De Leeuw. En el mismo, el escritor y productor porno David Jennings, describiendo el estigma y los rumores que rodean al SIDA en la comunidad pornográfica a fines de la década de 1980 y principios de la década de 1990, escribió que De Leeuw y Brandy Alexandre habían contraído el SIDA siendo actrices pero que vivían ya apartadas tranquilamente y sin complicaciones por la enfermedad.
No obstante, otra publicación, Headpress 25, afirmó en 2003 que De Leeuw habría muerto el 11 de noviembre de 1993 por complicaciones derivadas del SIDA. Las mismas fuentes que aseguraron su fallecimiento añadían que había sido infectada por el actor pornográfico John Holmes. Pero De Leeuw no trabajaba con Holmes desde 1981, por lo que se cree que no contrajo la enfermedad hasta mediados de los años 1980. Ese reclamo la habría convertido en la primera estrella pornográfica femenina del período dorado de la industria que fallecía a causa de esta enfermedad.
Películas suyas fueron Awesome Classics, Blue Ribbon Blue, Cornfed Redhead, Downstairs Upstairs, Erotic Novel, Flaming Tongues, Garage Girls, John Holmes Screws The Stars, I Like to Watch, Lisa Deleeuw Screws The Stars, October Silk, Seduction of Cindy, Titty Committee o Watermelon Babes.

## Premios y nominaciones
| Año  | Ceremonia    | Resultado | Premio                  | Trabajo                   |
| ---- | ------------ | --------- | ----------------------- | ------------------------- |
| 1981 | Premios CAFA | Ganadora  | Mejor actriz de reparto | Amanda by Night           |
| 1982 | Premios CAFA | Ganadora  | Mejor actriz de reparto | Blonde Heat               |
| 1985 | Premios AVN  | Ganadora  | Mejor actriz de reparto | Dixie Ray, Hollywood Star |
| 1986 | Premios AVN  | Ganadora  | Mejor actriz de reparto | Raw Talent                |